# Albert Aguilà
Albert Aguilà i Lalana (Almacelles, 9 agosto 1970) è un ex calciatore spagnolo, di ruolo attaccante.

## Carriera

### Club
Ha giocato con numerosi club, tra cui anche il Real Madrid e l'Osasuna.

### Nazionale
Ha rappresentato varie selezioni minori spagnole.

## Palmarès

### Club

#### Competizioni nazionali
- Campionato spagnolo: 2

Real Madrid: 1988-1989, 1989-1990